# Клаудия Муцио
Клаудия Муцио (на италиански: Claudia Muzio) е италианска оперна певица, сопран.
Името на сопраното Клаудия Муцио днес е слабо известно, освен може би на историците на операта и онези, които се интересуват от големите примадони от миналото. Но в началото на 20. век нейната слава е сравнима с тази на Енрико Карузо, Амелита Гали-Курчи и Ебе Стиняни.
Родена в Павия, дъщеря на оперна певица и оперен режисьор. Обикаля Италия, Англия и Америка с родителите си, пристига на 2 години в Англия и се завръща на 16 в Италия, за да учи арфа, пиано и пеене.
На 21-годишна възраст дебютира в Арецо с главната роля в „Манон“ от Жул Масне и малко след това се утвърждава с голям успех в миланския Театро дал Верме във „Фауст“ (Шарл Гуно), след което има ангажименти в Ла Скала, Ковънт Гардън и след 1916 и в Метрополитен, а след 1922 в Чикаго.
Установява специални отношения с Театро Колон в Буенос Айрес, където от 1919 до 1934 пее в 23 различни опери. Става известна като „Божествената“.
Големите роли в кариерата ѝ включват:
- Сантуца в „Селска чест“ (Пиетро Маскани),
- Мадалена в „Андре Шение“ (Умберто Джордано),
- Леонора в „Трубадур“ (Джузепе Верди),
- Дездемона в „Отело“
- Виолета в „Травиата“,

а също и роли в Силата на съдбата и Аида на Верди.
Завръщането ѝ в Ла Скала през пролетта на 1936 се осъществява с една паметна Травиата, дирижирана от Артуро Тосканини.
Лирико-драматичният сопран на Муцио е един от най-хубавите, които театърът някога е имал, независимо че е с ограничена мощност и диапазон. Той е изключително изравнен и с възрастта става все по-богат на багри. Висока и елегантна, тя има внушително сценично присъствие и напълно се идентифицира с героините си. Именно голямата драматична сила е отличителен белег на нейното изкуство. Прочутият тенор Джакомо Лаури-Волпи определя гласа на Муцио като „изтъкан от въздишки и сълзи“. Мария Калас вижда в нея своята предшественица.
За личния ѝ живот има малко информация. Клаудия Муцио е много затворена и скромна и предпочита да се изявява на сцената и на записи, а не да дава интервюта. Обикновено пътува с майка си или с частна секретарка.
В по-късните си години Муцио изпитва финансови затруднения, губейки пари поради екстравагантния стил на живот на свой импресарио (и вероятно любовник) и икономическата криза от 1929. След 1930 година се появяват и здравословни проблеми, но тя продължава да пее. След кратко боледуване почива в Рим на 47-годишна възраст. Официалната причина е сърдечен пристъп, но е по-вероятно, че е било самоубийство.